# خليج نيويورك العلوي

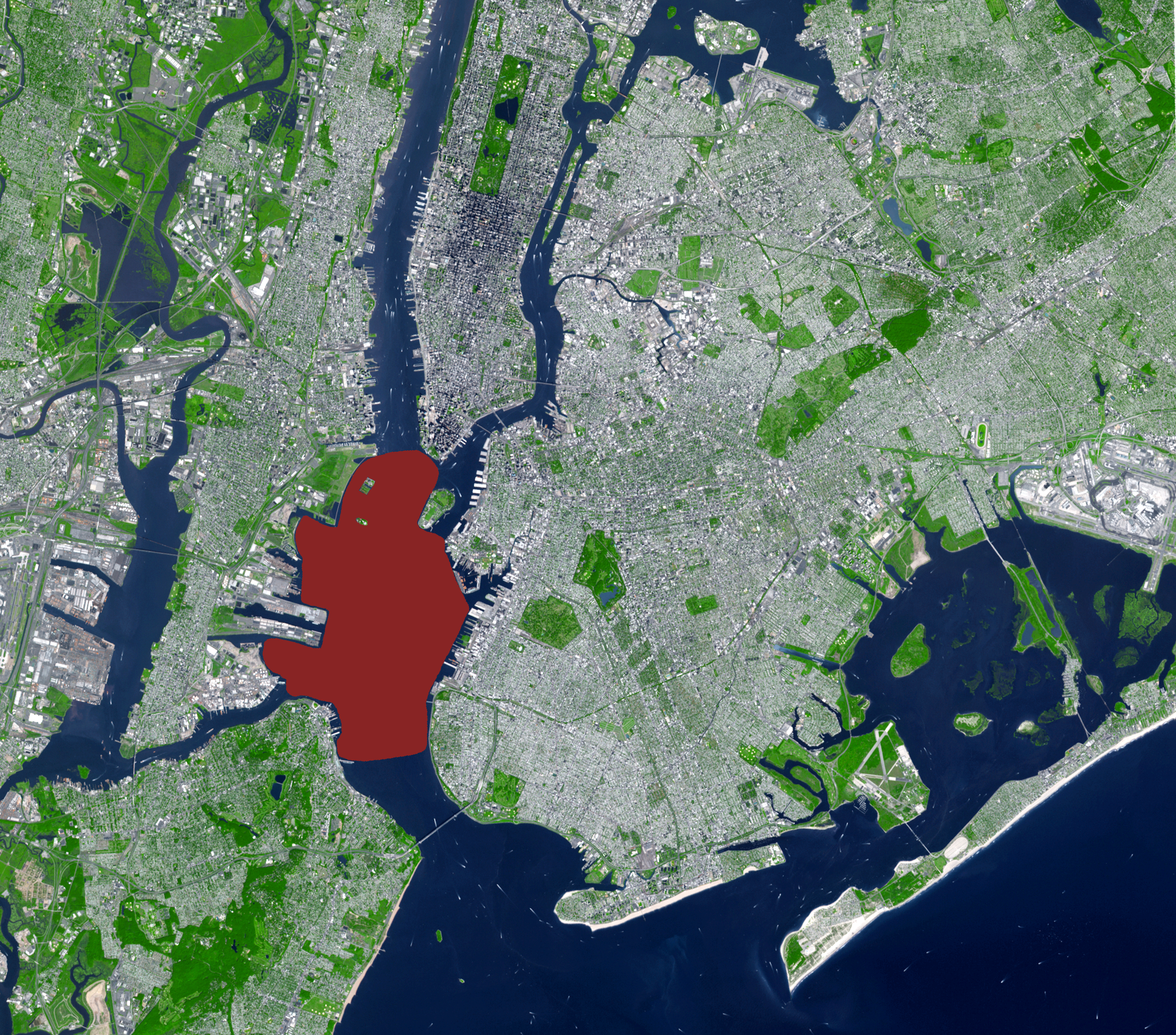
مرفأ نيويورك، عرض خليج نيو يورك العلوي باللون الأحمر. يرتبط بخليج نيويورك السفلى في الجنوب من خلال المضيق. تظهر جزيرة إليس (شمالًا) وجزيرة ليبرتي (جنوبًا) في الركن الشمالي الغربي للخليج.

خليج نيويورك العلوي، أو الخليج العلوي (بالإنجليزية: Upper New York Bay)، هو القلب التقليدي لميناء نيويورك ونيوجيرسي، وغالبا ما يطلق عليه ميناء نيويورك. وهي محاطة بأحياء مدينة نيويورك في مانهاتن وبروكلين وستاتن آيلاند مقاطعة هدسون (نيو جيرسي) وبلديات جيرسي سيتي وبايون.

## نظرة عامة
تغذي مياه الخليج العلوي مياه نهر هدسون (وتسمى تاريخيا نهر الشمال أثناء مروره في مانهاتن)، وكذلك قناة غوانوس. إنه متصل بخليج نيويورك السفلى عن طريق من المضيق(نيويورك)، وبخليج نوارك عن طريق مضيق كيل فان كول، وجزيرة لونغ صوند عن طريق النهر الشرقي، والذي على الرغم من الاسم، فهو في الواقع مضيق مد وجزر. إنه يوفر الممر الرئيسي لمياه نهر هدسون حيث يفرغ من خلال المضيق. عندما تمر قناة هدسون عبر الميناء تسمى قناة أنكوريدج ويبلغ عمقها حوالي 50 قدمًا في منتصف الميناء. بدأ مشروع لاستبدال اثنين من أنابيب المياه بين بروكلين وجزيرة ستاتن والذي سيسمح في نهاية المطاف بتجريف القناة إلى ما يقرب من 100 قدم (30 م) في أبريل 2012.
يحتوي على العديد من الجزر بما في ذلك جزيرة الحكام، بالقرب من مصب النهر الشرقي، وكذلك جزيرة إيليس، وجزيرة الحرية وروبنز ريف التي تدعمها شعاب مرجانية كبيرة تحت الماء على جانب نيوجيرسي من الميناء. كانت الشعاب من الناحية التاريخية واحدة من أكبر أسرة المحار في العالم، وكانت توفر الغذاء الأساسي لجميع فئات المواطنين على الصعيدين المحلي والإقليمي، حتى نهاية القرن التاسع عشر اين تعرّضت الأسرة للتلوث.
تاريخيا لعب خليج نيويورك العلوي دورا هاما في التجارة من مدينة نيويورك وضواحيها. إن النصب التذكاري الوطني «تمثال الحرية» يذكربتجارب المهاجرين خلال أواخر القرن التاسع عشر وأوائل القرن العشرين.
منذ الخمسينيات من القرن الماضي، تم توجيه حركة سفن الحاويات بشكل أساسي عبر كيل فان كول إلى ميناء محطة نيوارك إليزابيث البحرية، حيث تم توحيدها لتسهيل النقل الآلي إلى النقل البري. نتيجة لذلك، شهدت صناعات الواجهة البحرية في أبر باي انخفاضًا أدى إلى خطط متنوعة لإعادة التنشيط، على الرغم من استمرار الاستخدامات البحرية المهمة في ريد هوك وبورت جيرزي وموتبي وكونستابل هوك وأجزاء من شاطئ جزيرة ستاتن. تم افتتاح متنزه تمثال الحرية في عام 1976. في السنوات الأخيرة، أصبح موقعًا شهيرًا للإبحار والتجديف.
يجتازالميناء عبارة جزيرة ستاتين، الذي تعمل ما بين شارع وايتهول في الجزء الجنوبي من مانهاتن بالقرب من البطارية بارك (جنوب العبارة) ومحطة جورج فيري في ريتشموند تراس في ستاتن ايلاند بالقرب من مقاطعة ريتشموند-بورو هول مقاطعة ريتشموند-المحكمة العليا. شركة نيويورك واترواي تنقل المسافرين عبر الخليج من خلال المضيق إلى مواقع بالقرب من ساندي هوك.
يدعم الخليج العلوي مجموعة متنوعة للغاية من الأنواع البحرية، مما يسمح للصيد الترفيهي، والأكثر شيوعًا السمك المسنن والسمك الأزرق.

## معرض

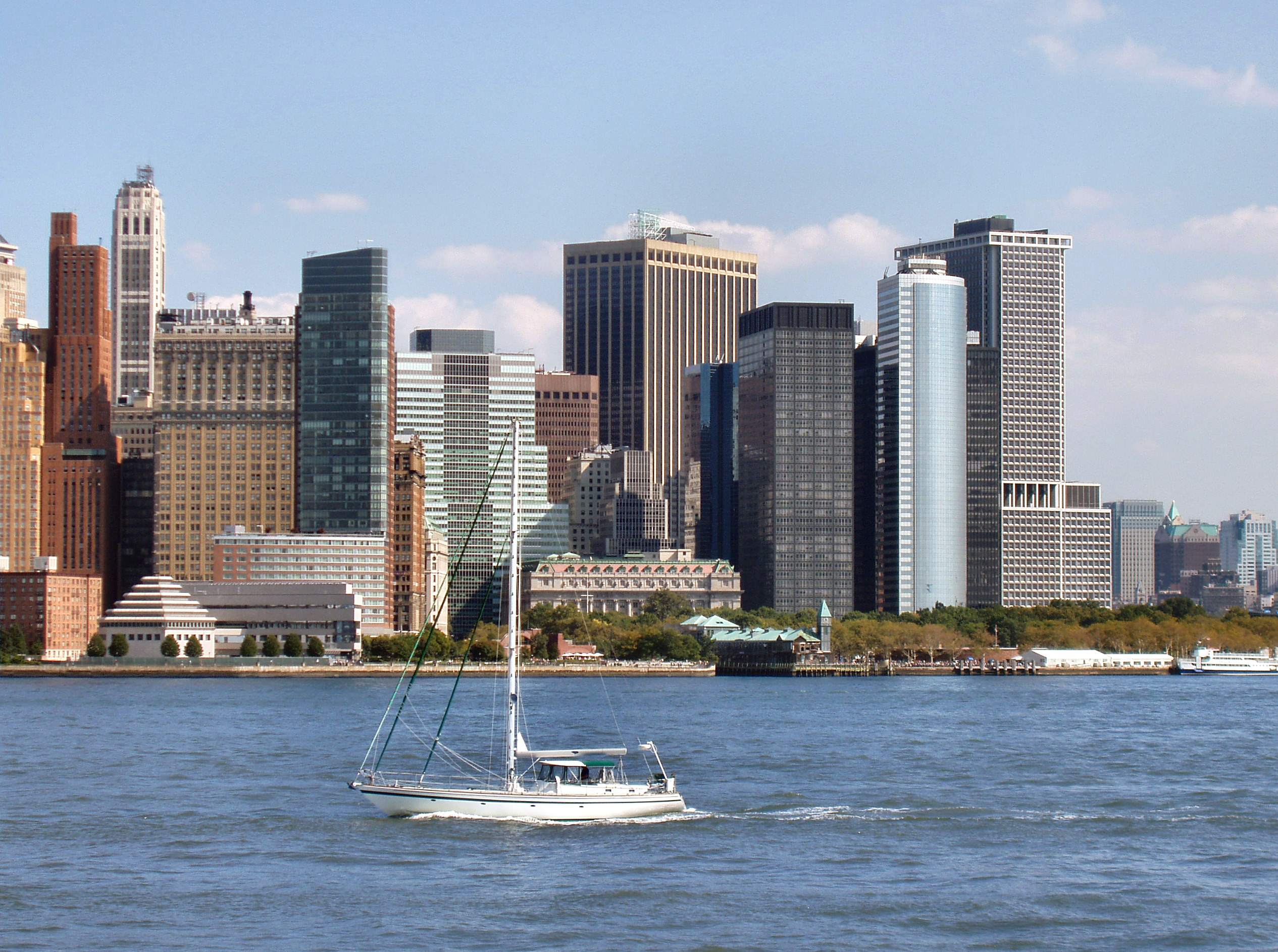
مانهاتن, عبر الخليج من الحرية State Park  [لغات أخرى]‏
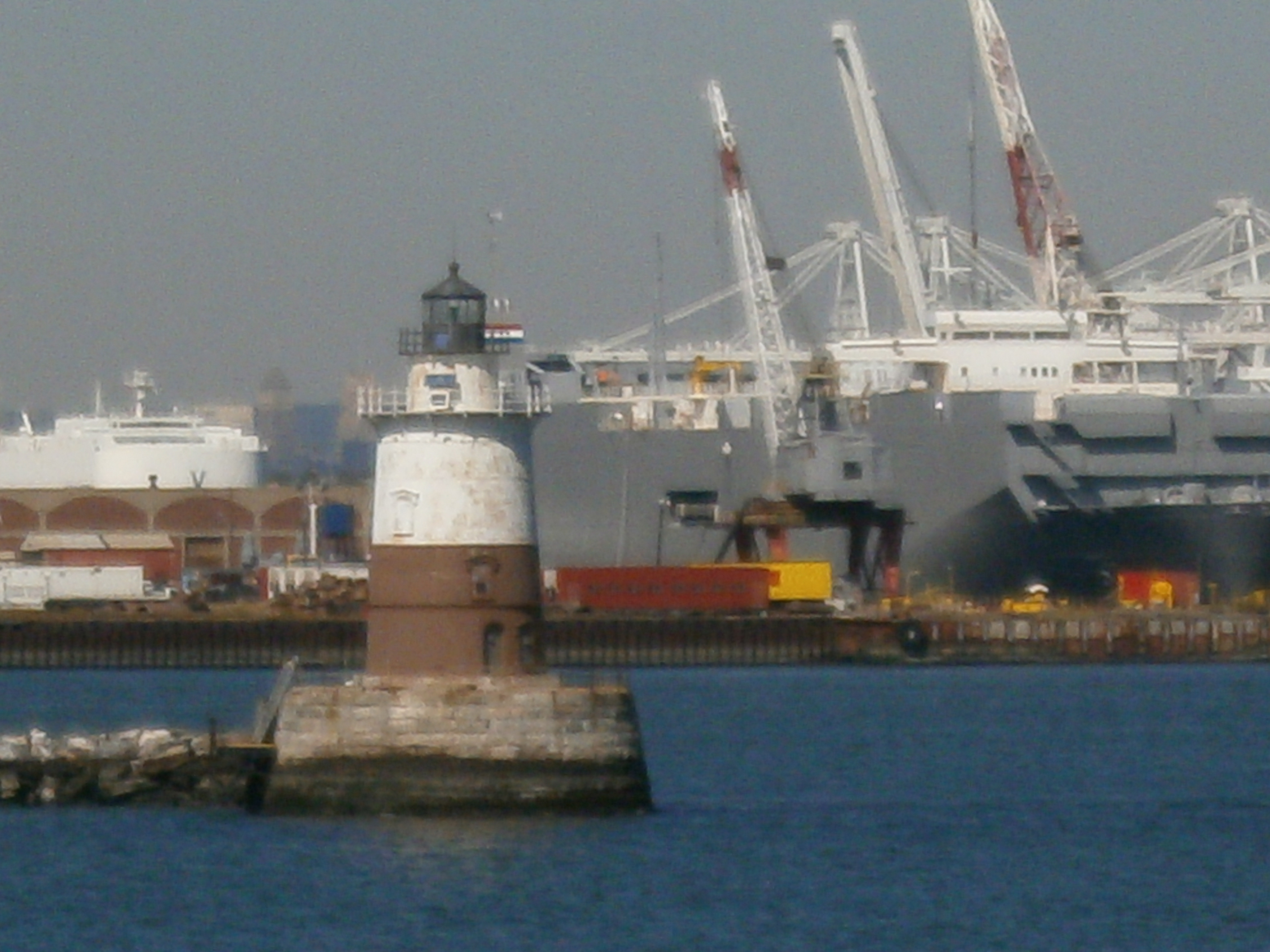
روبنز الشعاب الخفيفة  [لغات أخرى]‏، موتبيوميناء جيرسي  [لغات أخرى]‏
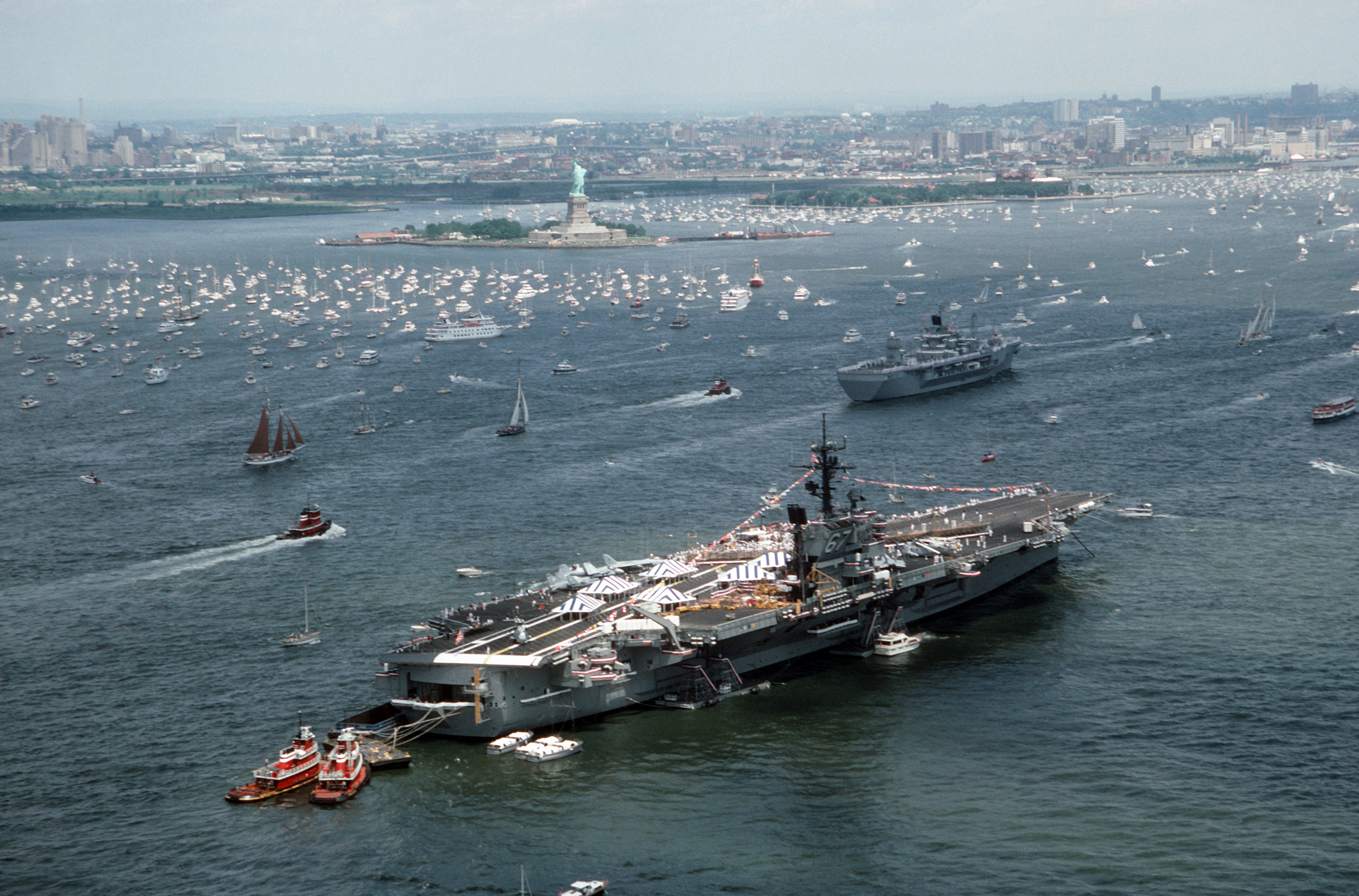
الحرية عطلة نهاية الأسبوع 1986
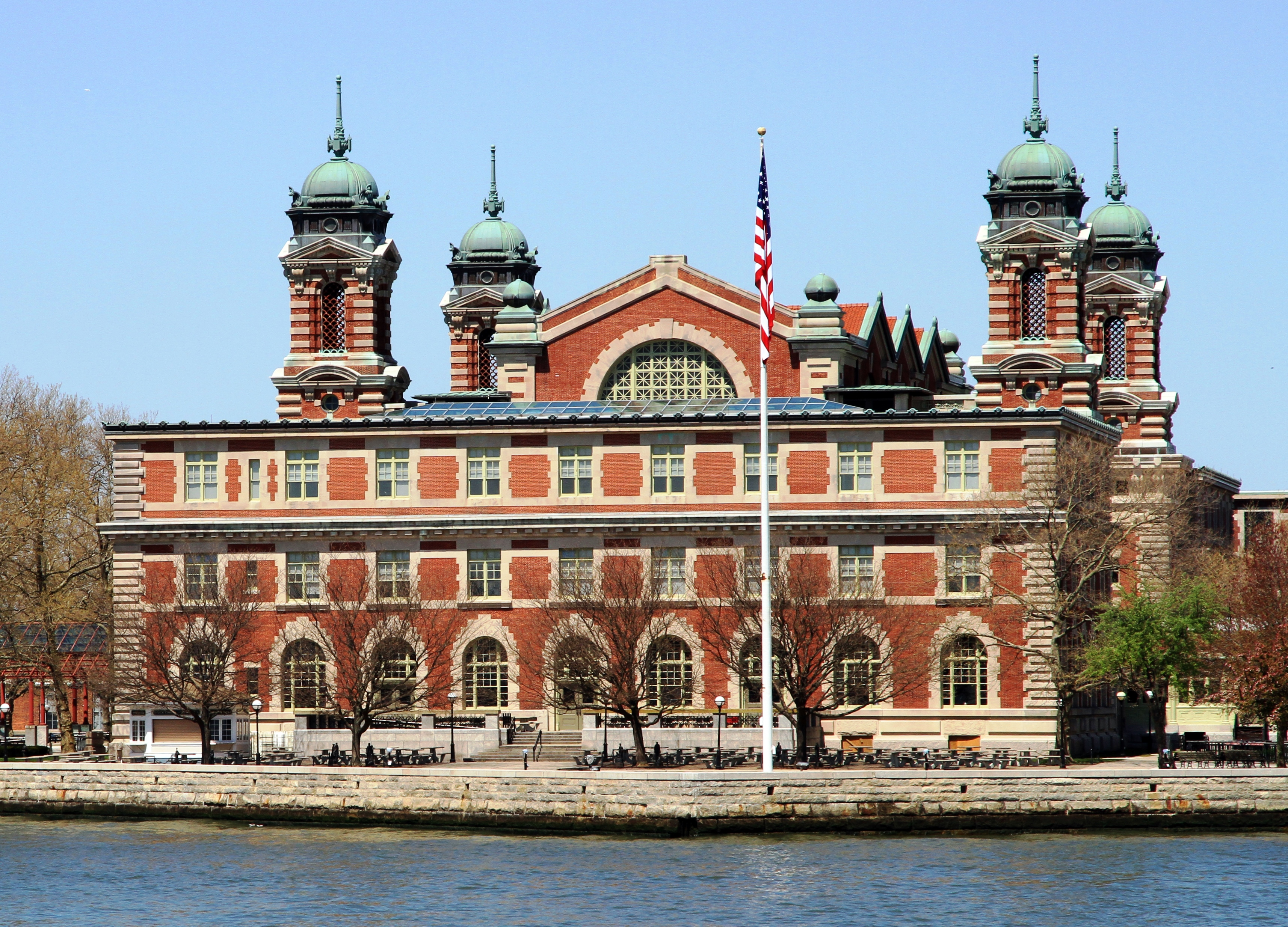
جزيرة إليس
تمثال الحرية
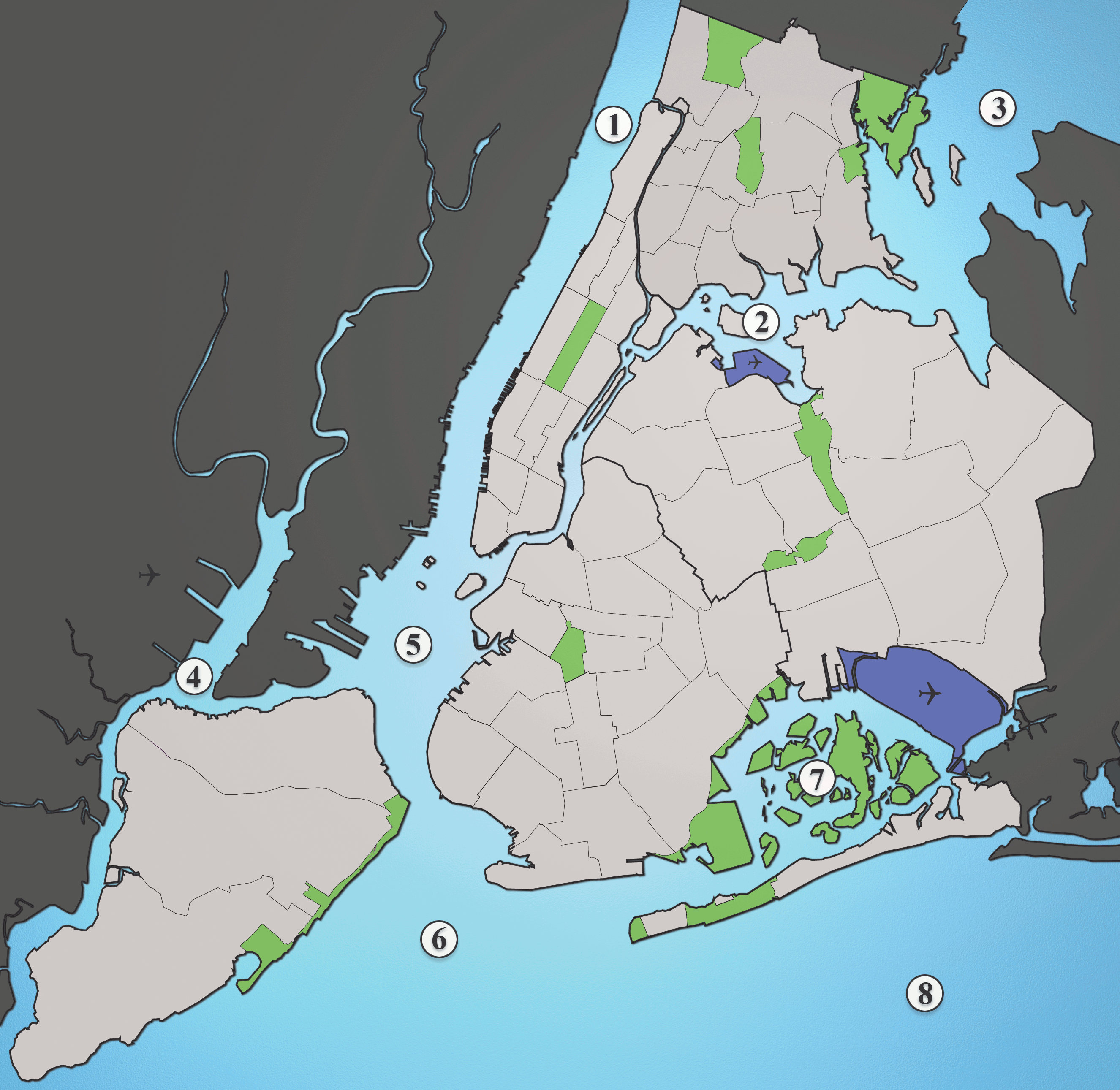
نهر هدسون مصب المجاري المائية: 1. نهر هدسون، 2. النهرالشرقي، 3. الجزيرة لونغ صوند، 4. نيوارك الخليج، 5. خليج نيويورك العلوي، 6. خليج نيويورك السفلي، 7. خليج جامايكا، 8. المحيط الأطلسي